# Гаркалнский край
Га́ркалнский край (латыш. Garkalnes novads) — бывшая административно-территориальная единица в центральной части Латвии. Площадь края составляла 150,5 км². Граничил с Царникавским, Стопинским, Адажским, Инчукалнсским, Ропажским краями, городами Рига и Вангажи. Органы управления края были расположены в рижском микрорайоне Берги.
Внутреннее деление края на волости отсутствовало.
Край был образован в 2006 году из Гаркалнской волости Рижского района. После упразднения районов в 2009 году стал отдельным самоуправлением.
В 2021 году, в результате новой административно-территориальной реформы Гаркалнский край был преобразован в волость, которая была включёна в укрупнённый Ропажский край.

## География
На юге края находится озеро Машену.

## Население
Население на 1 января 2010 года составило 7227 человек.
Национальный состав населения края по итогам переписи населения Латвии 2011 года распределён таким образом:
| Национальность | Численность, чел. (2011) | %        |
| -------------- | ------------------------ | -------- |
| Латыши         | 5257                     | 67,68 %  |
| Русские        | 1809                     | 23,29 %  |
| Белорусы       | 143                      | 1,84 %   |
| Украинцы       | 149                      | 1,92 %   |
| Поляки         | 103                      | 1,33 %   |
| Литовцы        | 69                       | 0,89 %   |
| Другие         | 238                      | 3,06 %   |
| всего          | 7768                     | 100,00 % |